# Drie miniatuurpastoralen, set 1
Frank Bridge componeerde drie sets Miniatuurpastoralen. De eerste set van 3 miniaturen schreef hij in 1917 en zijn ook de bekendste. De drie deeltjes hebben geen eigen titel, maar worden alleen aangeduid door het tempo waarin ze gespeeld worden. De originele uitgave werd vergezeld van drie pentekeningen door Margaret Kemp-Welch, van wie later Bridge een verhaal zou gebruiken voor zijn enige opera The Christmas Rose. Of Bridge en Kemp vooraf contact hadden over het onderwerp van de miniaturen is niet bekend.
In deel 1 geschreven in tempo allegretto con moto zag een jongen in een boom met fluitje met een dansend meisje daarbij. In deel 2 geschreven in walstempo zag Kemp-Welch nu geen wals, maar twee verliefde kinderen bescheiden elk een andere kant op kijken, misschien wel na een ruzie. Deel 3 in Allegretto moderato werd voorzien van een plaatje waarin twee jeugdigen naar een boom kijken. Uiteraard klinken de stukjes landelijk. De stukjes zijn geschreven om uitgevoerd te worden door jeugdige beginnende spelers, dus een datum van eerste publieke uitvoering is onbekend.
Het werkje werd later gebundeld met de twee andere sets.

## Discografie
- Uitgave naxos: Ashley Wass in 2005
- Uitgave SOMM: Mark Bebbington in 2011